# Lhota (Čistá)
Lhota je malá vesnice, část obce Čistá v okrese Rakovník ve Středočeském kraji. Nachází se asi 6,5 kilometru západně od Čisté. Vesnicí protéká Lhotský potok. Lhota leží v katastrálním území Lhota u Rakovníka o rozloze 4,36 km².

## Historie
První písemná zmínka o vesnici pochází z roku 1437.
Ve vsi byly v roce 1932 evidovány tyto živnosti a obchody: hostinec, mlýn, obchod se smíšeným zbožím, obchod se střižním zbožím, trafika a zámečník.

## Obyvatelstvo
Při sčítání lidu v roce 1921 zde žilo 216 obyvatel (z toho 114 mužů), z nichž bylo 21 Čechoslováků, 194 Němců a jeden cizinec. Kromě sedmi evangelíků, dvou židů a čtyř členů nezjišťovaných církví byli římskými katolíky. Podle sčítání lidu z roku 1930 měla vesnice 217 obyvatel: padesát Čechoslováků a 167 Němců. Většina se hlásila k římskokatolické církvi, ale žilo zde také devět členů církve československé, tři příslušníci církve izraelské a jeden evangelík.
| Rok            | 1869 | 1880 | 1890 | 1900 | 1910 | 1921 | 1930 | 1950 | 1961 | 1970 | 1980 | 1991 | 2001 | 2011 | 2021 |
| -------------- | ---- | ---- | ---- | ---- | ---- | ---- | ---- | ---- | ---- | ---- | ---- | ---- | ---- | ---- | ---- |
| Počet obyvatel | 240  | 237  | 188  | 204  | 203  | 216  | 217  | 85   | 77   | 68   | 42   | 41   | 26   | 15   | 26   |
| Počet domů     | 38   | 39   | 41   | 43   | 41   | 40   | 42   | 28   | 28   | 16   | 17   | 27   | 28   | 27   | 28   |

## Obecní správa
Při sčítání lidu v letech 1850–1960 Lhota byla samostatnou obcí, se kterým patřila nejprve do okresu Podbořany, ale od roku 1960 v okrese Rakovník. Od 12. června 1960 do 31. prosince 1979 byla částí obce Nová Ves v okrese Rakovník. Od 1. ledna 1980 je částí obce Čistá v okrese Rakovník.

## Pamětihodnosti
Jižně od vesnice se u rybníků na Křížovském potoce, který protéká osadou Zelený Důl, dochovalo tvrziště Hluboký ze třináctého až patnáctého století.

## Galerie

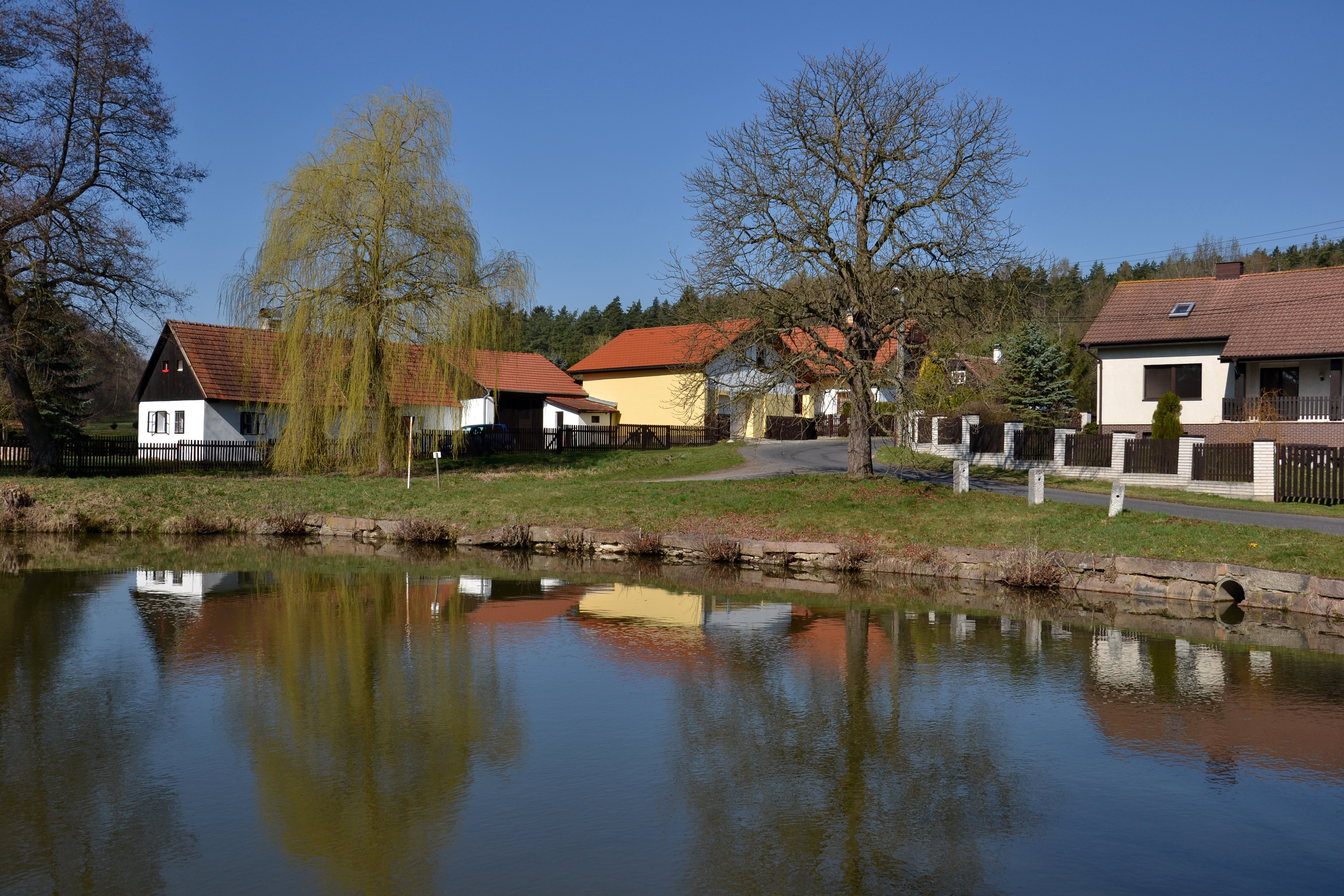
Vodní nádrž a domy v severozápadním cípu návsi
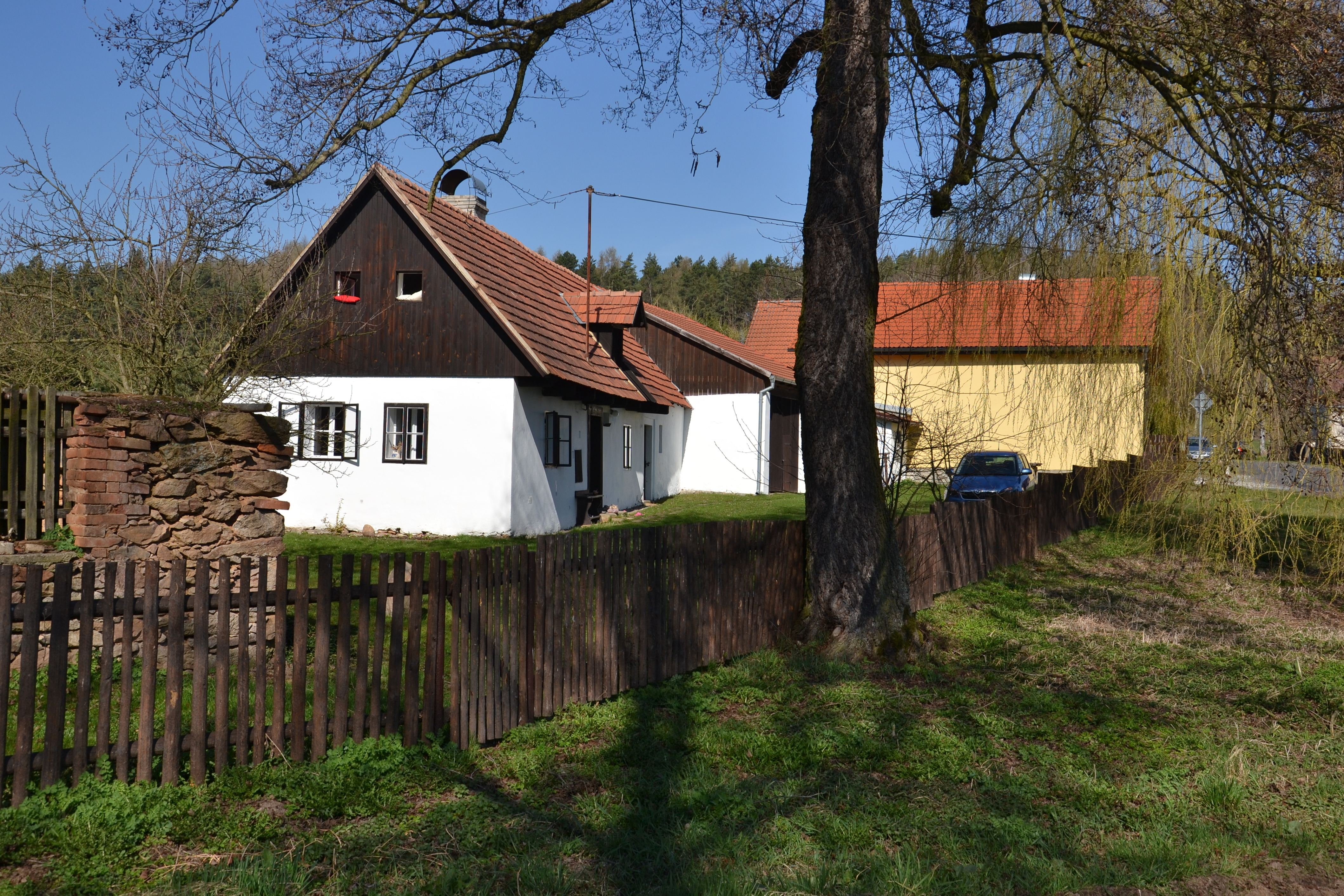
Usedlost čp. 12
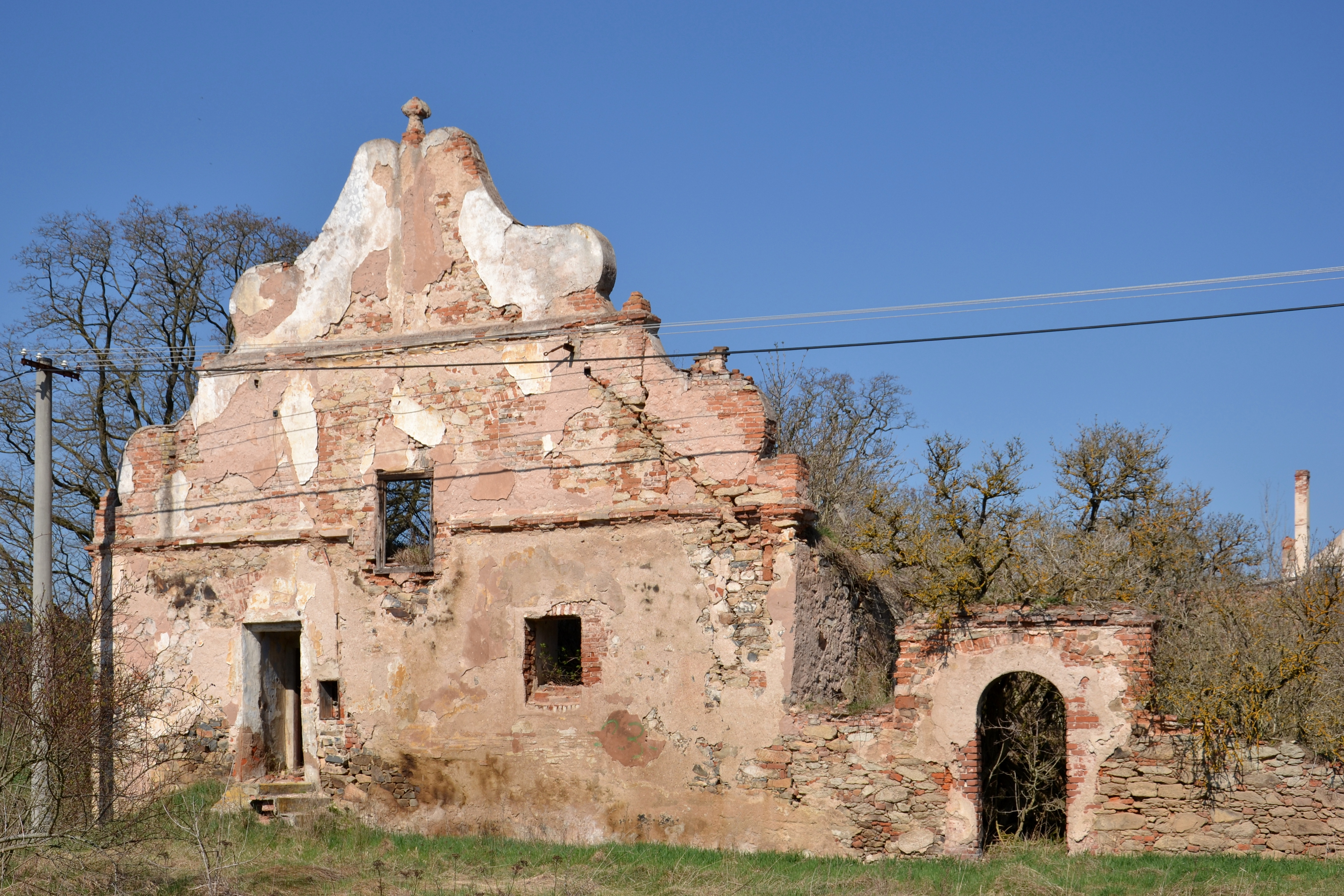
Barokní štít jedné z budov ve zřícenině hospodářského dvora v Zeleném Dole